# Надскупчення Персея—Риб

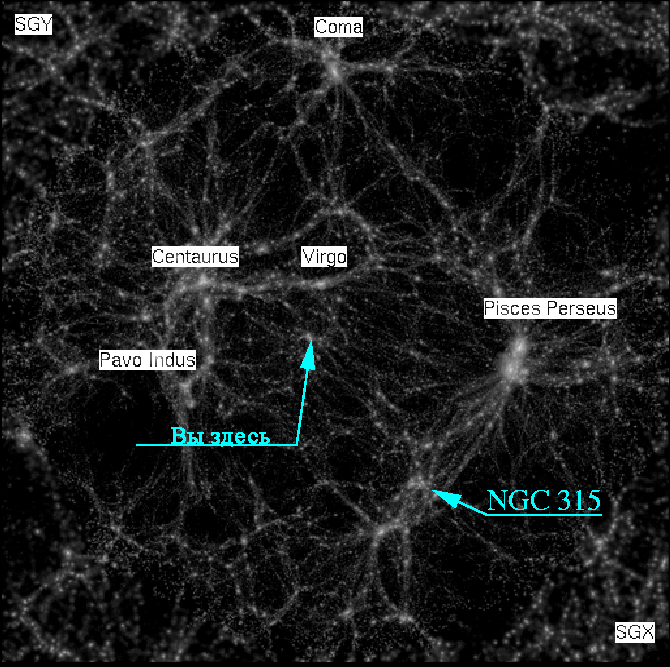
Надскупчення Персея—Риб (праворуч і знизу) і Ланіакея (в центрі та ліворуч)

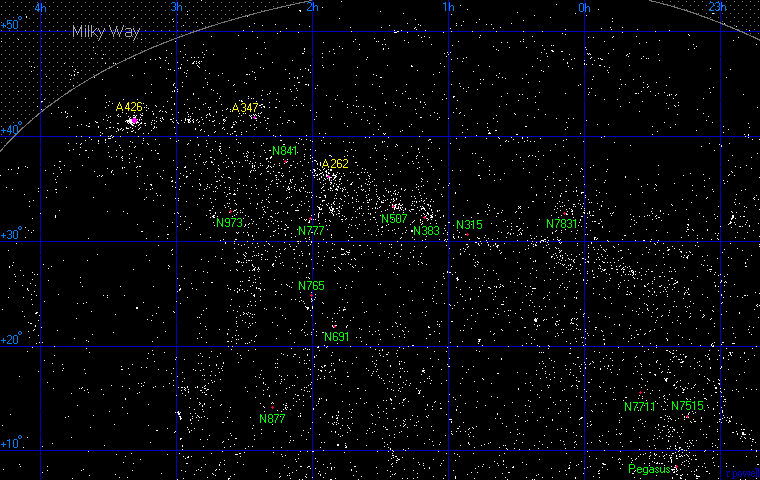

Надскупчення Персея—Риб (SCl 40) (англ. Perseus-Pisces Supercluster) — надскупчення галактик із нитки Персея—Пегаса, сусіднє з надскупченням Ланіакея (складовою якого є Чумацький Шлях із Сонячною системою). Спільно з Ланіакеєю входить до комплексу надскупчень Риб — Кита.
Надскупчення розташоване за 250 мільйонів світлових років від Землі та має розмір майже 300 мільйонів світлових років. Цей ланцюжок скупчень галактик тягнеться більш ніж на 40° північною півкулею неба.
Надскупчення Персея—Риб є однією з двох концентрацій галактик, що домінують у найближчому до нас Всесвіті (у межах 300 мільйонів світлових років). Обидва вони розташовані по різні боки надскупчення Діви (Місцевого надскупчення) та вздовж площини нашої Галактики.
Надскупчення межує з войдом Тельця.
Основні скупчення в надскупченні Персея—Риб: Ейбелл 262, Ейбелл 347 (англ. Abell 347) і скупчення Персея (Ейбелл 426).